# Copa Merconorte 1998
Die Copa Merconorte 1998 war die 1. Ausspielung des südamerikanischen Vereinsfußballwettbewerbs. Es nahmen wieder 12 Mannschaften teil. Der kolumbianische Vertreter Atlético Nacional gewann das Finale gegen Deportivo Cali aus Kolumbien.
Ursprünglich sollte das Turnier mit 16 Teams und den drei Vertretern aus Mexiko Club América, Cruz Azul und CD Guadalajara und aus den USA Mannschaften D.C. United und Los Angeles Galaxy stattfinden. Der mexikanische Verband bestand allerdings auf die Teilnahme von Deportivo Toluca und Club Necaxa. Da keine Einigung erzielt werden konnte, nahm statt der mexikanischen und US-amerikanischen der kolumbianische Vertreter América de Cali teil.

## Modus
Es nehmen 12 Mannschaften am Wettbewerb teil. Die Klubs spielen in 3 Gruppen à 4 Mannschaften. Die Gruppensieger qualifizieren sich zusammen mit dem besten zweitplatzierten Team für die Halbfinalspiele. Das Finale wird ebenso wie das Semifinale in Hin- und Rückspielen ausgetragen.

## Gruppenphase

### Gruppe A
| Pl. | Verein           | Sp. | S | U | N | Tore    | Diff. | Punkte |
| --- | ---------------- | --- | - | - | - | ------- | ----- | ------ |
| 1.  | Millonarios FC   | 6   | 3 | 1 | 2 | 007:800 | −1    | 10     |
| 2.  | CS Emelec        | 6   | 2 | 3 | 1 | 009:600 | +3    | 09     |
| 3.  | América de Cali  | 6   | 1 | 4 | 1 | 009:900 | ±0    | 07     |
| 4.  | Sporting Cristal | 6   | 0 | 4 | 2 | 005:700 | −2    | 04     |

### Gruppe B
| Pl. | Verein            | Sp. | S | U | N | Tore    | Diff. | Punkte |
| --- | ----------------- | --- | - | - | - | ------- | ----- | ------ |
| 1.  | Atlético Nacional | 6   | 3 | 2 | 1 | 014:700 | +7    | 11     |
| 2.  | Alianza Lima      | 6   | 2 | 2 | 2 | 008:600 | +2    | 08     |
| 3.  | The Strongest     | 6   | 2 | 2 | 2 | 005:900 | −4    | 08     |
| 4.  | Barcelona SC      | 6   | 1 | 2 | 3 | 005:100 | −5    | 05     |

### Gruppe C
| Pl. | Verein                    | Sp. | S | U | N | Tore    | Diff. | Punkte |
| --- | ------------------------- | --- | - | - | - | ------- | ----- | ------ |
| 1.  | Deportivo Cali            | 6   | 3 | 2 | 1 | 007:300 | +4    | 11     |
| 2.  | CD El Nacional            | 6   | 3 | 1 | 2 | 006:600 | ±0    | 10     |
| 3.  | Caracas FC                | 6   | 2 | 1 | 3 | 006:800 | −2    | 07     |
| 4.  | Universitario de Deportes | 6   | 1 | 2 | 3 | 006:800 | −2    | 05     |

### Rangliste der Gruppenzweiten
| Pl. | Verein         | Sp. | S | U | N | Tore    | Diff. | Punkte |
| --- | -------------- | --- | - | - | - | ------- | ----- | ------ |
| 1.  | CD El Nacional | 6   | 3 | 1 | 2 | 006:600 | ±0    | 10     |
| 2.  | CS Emelec      | 6   | 2 | 3 | 1 | 009:600 | +3    | 09     |
| 3.  | Alianza Lima   | 6   | 2 | 2 | 2 | 008:600 | +2    | 08     |

## Halbfinale
Die Hinspiele fanden am 19., die Rückspiele am 26. November 1998 statt.
|                | Gesamt          |                   | Hinspiel | Rückspiel |
| -------------- | --------------- | ----------------- | -------- | --------- |
| CD El Nacional | 3:3 (4:5 i. E.) | Deportivo Cali    | 1:2      | 2:1       |
| Millonarios FC | 2:3             | Atlético Nacional | 2:1      | 0:2       |

## Finale
Das Hinspiel fand am 3., das Rückspiel am 9. Dezember 1998 statt.
|                | Gesamt |                   | Hinspiel | Rückspiel |
| -------------- | ------ | ----------------- | -------- | --------- |
| Deportivo Cali | 1:4    | Atlético Nacional | 0:1      | 1:3       |

## Beste Torschützen
| Rang | Spieler               | Klub              | Tore |
| ---- | --------------------- | ----------------- | ---- |
| 1    | Rafael Castellín      | Caracas FC        | 4    |
|      | Héctor Ferri          | CD El Nacional    | 4    |
|      | Héctor Hurtado        | América de Cali   | 4    |
|      | Carlos Alberto Juárez | CS Emelec         | 4    |
|      | Néider Morantes       | Atlético Nacional | 4    |